# Suture sphéno-squameuse
La suture sphéno-squameuse (ou suture sphéno-temporale) est la suture crânienne reliant le bord squameux de la grande aile de l'os sphénoïde et le bord sphénoïdal de la partie squameuse de l'os temporal.